# Asplenium rhizophyllum
Espèce
Asplenium rhizophyllum, appelée Doradille ambulante, est une fougère de la famille des Aspleniaceae. Cette espèce possèderait de nombreuses variétés, mais la subdivision de cette espèce est encore sujette à discussions.